# ادیتس (برنامه)
ادیتس (انگلیسی:Edits) یک سرویس نرم‌افزاری ویرایش عکس و ویدیوی کوتاه آمریکایی متعلق به متا پلتفرمز است. این سرویس به کاربران اجازه می‌دهد تا با استفاده از ویژگی‌هایی مانند پرده سبز و انیمیشن هوش مصنوعی، ویدیو بسازند و آنها را ویرایش کنند و همچنین آمار لحظه‌ای را در اختیار سازندگان اینستاگرام قرار می‌دهد.  حساب‌ها را می‌توان مستقیماً از اینستاگرام وارد کرد و برعکس، ویدیوها را می‌توان صادر کرد. این سرویس فقط برای iOS و اندروید در دسترس است. در اپل، از بیش از 32 زبان مختلف از جمله فرانسوی، اسپانیایی و چینی پشتیبانی می‌کند. 
منتقدان ادیتس را رقیب مستقیم برنامه‌هایی مانند CapCut (متعلق به برند چینی بایت‌دنس) می‌دانند. رئیس اینستاگرام، آدام موسریو، نیز به این شباهت‌ها اذعان دارد.